# Patent Theatre
Als Patent Theatres bezeichnet man die Theater, die in der Zeit von 1660 bis 1843 ein Monopol auf die Aufführung von Schauspielen in England hielten.
Die Zensur des Theaters hatte schon eine längere Geschichte. Unter Elisabeth I. war der Master of the Revels (Zeremonienmeister) zuständig für die Zulassung von Theatern und Stücken. In der Regierungszeit Oliver Cromwells kam das Theater in England weitgehend zum Stillstand. Nach der Restauration erließ Karl II. Patente für „gesprochenes Drama“ an zwei Schauspieltruppen: die King’s Players von Thomas Killigrew, die ab 1663 das Drury Lane Theatre bespielten, und die Duke’s Players von William Davenant, die sich in Lincoln’s Inn Fields niederließen und 1671 in das neue Dorset Garden Theatre umzogen. Die Patente waren so beschaffen, dass sie jeweils auf die Erben übergehen sollten.
Nachdem die Gesellschaft der King’s Players unter Thomas’ Sohn Charles Killigrew zusammengebrochen war, vereinigten sich die beiden Truppen. Bis 1695 gab es nur eine Theatergesellschaft, die das Drury Lane Theatre und Dorset Garden Theatre bespielte. Erst dann wurde vom König eine weitere Lizenz vergeben, mit der Thomas Betterton zurück nach Lincoln’s Inn Fields wechselte. 1732 ging dieses Patent an das Theatre Royal Covent Garden über.
Während es in dieser Zeit allgemeine Lizenzen für die Theater gab, konnte die Regierung keinen Einfluss auf einzelne Stücke nehmen. Durch den von Robert Walpole durchgesetzten Theatrical Licensing Act von 1737 wurden die Zensurmaßnahmen noch verschärft. Als unmittelbarer Auslöser für die Maßnahme gilt die Satire The Golden Rump, aber schon in den Jahren zuvor war das Schauspiel insbesondere für die Jakobiten ein beliebtes Mittel zur politischen Auseinandersetzung mit der Regierung gewesen. Henry Fielding spielte dabei eine herausragende Rolle. Jedes neue oder veränderte Stück musste nun 14 Tage vor der Aufführung dem Lord Chamberlain of the Household zur Prüfung vorgelegt werden, der die Aufführung untersagen konnte. Weiterhin war das legitime Drama auf die Patent Theatres beschränkt, und andere Theater verlegten sich auf andere Formen der Unterhaltung, wie Melodramen und Burlesken, die einen hohen Anteil an Musik hatten und deshalb nicht als Schauspiel klassifiziert wurden.
1766 erhielt das Haymarket Theatre von Samuel Foote ein Patent, um in den Sommermonaten zu spielen, wenn die anderen Londoner Theater geschlossen waren. In den folgenden Jahren wurden weitere Patente vergeben,  z. B. 1768 an das Theatre Royal (Bath), 1772 an das Theatre Royal (Liverpool), 1778 an das Theatre Royal Bristol.
Das Theatermonopol wurde mit dem Theatre Regulation Act von 1843 aufgehoben,  die Zensurmaßnahmen bestanden aber weiterhin bis 1968. Auf der Grundlage eines 1713 erlassenen und 1737 enger gefassten Gesetzes mussten bis in die 1930er Jahre alle zur öffentlichen Vorführung gedachten Theaterstücke zwecks Genehmigung beim „Lord Chamberlain“ eingereicht werden. 1968 wurde die Theaterzensur in Großbritannien durch einen Parlamentsbeschluss abgeschafft.